# Skull & Bones (Album)
Skull & Bones (englisch für „Schädel & Knochen“) ist das fünfte Studioalbum der US-amerikanischen Rap-Gruppe Cypress Hill und erschien am 25. April 2000 über das Label Columbia Records. Es ist das erste Doppel-Album der Band und erreichte in den USA mit mehr als 500.000 Verkäufen Platin-Status.

## Covergestaltung
Das Albumcover ist in braunen Farbtönen gehalten. Es zeigt einen Totenschädel, der ein Cannabis-Blatt auf dem Kopf trägt, in Anlehnung an eine Piratenflagge sind hinter diesem zwei Knochen gekreuzt. Über bzw. unter dem Schädel befinden sich die Schriftzüge Cypress Hill bzw. Skull & Bones.

## Gastbeiträge
Das Lied (Rap) Superstar enthält gesprochene Statements der Rapper Eminem und Noreaga, während auf (Rock) Superstar Stellungnahmen der Rockmusiker Chino Moreno und Everlast zu hören sind.

## Titelliste

### CD1
Die erste CD (Skull) enthält elf Songs im klassischen Hip-Hop-Stil:
| #  | Titel               | Gastbeiträge       | Produzent | Länge |
| -- | ------------------- | ------------------ | --------- | ----- |
| 1  | Intro               |                    | DJ Muggs  | 1:52  |
| 2  | Another Victory     |                    | DJ Muggs  | 3:11  |
| 3  | (Rap) Superstar     | Eminem und Noreaga | DJ Muggs  | 4:53  |
| 4  | Cuban Necktie       |                    | DJ Muggs  | 4:13  |
| 5  | What U Want from Me |                    | DJ Muggs  | 3:50  |
| 6  | Stank Ass Hoe       |                    | DJ Muggs  | 5:10  |
| 7  | Highlife            |                    | DJ Muggs  | 3:53  |
| 8  | Certified Bomb      |                    | DJ Muggs  | 4:03  |
| 9  | Can I Get a Hit     |                    | DJ Muggs  | 2:47  |
| 10 | We Live This Shit   |                    | DJ Muggs  | 4:20  |
| 11 | Worldwide           |                    | DJ Muggs  | 2:45  |

### CD2
Die zweite CD (Bones) enthält sechs bzw. sieben Songs im Crossover (Rap-Rock)-Stil, bei denen Christian Olde Wolbers und Dino Cazares von Fear Factory, Brad Wilk (Rage Against the Machine), Chino Moreno (Deftones) und Rogelio Lozano (Downset.) mitgewirkt haben:
| # | Titel                       | Gastbeiträge              | Produzent | Länge |
| - | --------------------------- | ------------------------- | --------- | ----- |
| 1 | Valley of Chrome            |                           | DJ Muggs  | 4:04  |
| 2 | Get Out of My Head          |                           | DJ Muggs  | 3:31  |
| 3 | Can’t Get the Best of Me    |                           | DJ Muggs  | 4:15  |
| 4 | A Man                       |                           | DJ Muggs  | 3:08  |
| 5 | Dust                        |                           | DJ Muggs  | 3:56  |
| 6 | (Rock) Superstar            | Chino Moreno und Everlast | DJ Muggs  | 4:38  |
| 7 | Jack You Back (Bonus-Track) |                           | DJ Muggs  | 3:33  |

## Rezeption
| Professionelle Bewertungen | Professionelle Bewertungen |
| -------------------------- | -------------------------- |
| Kritiken                   |                            |
| Quelle                     | Bewertung                  |
| laut.de                    | [ 3 ]                      |
| Rolling Stone              | [ 4 ]                      |
| allmusic                   | [ 5 ]                      |
| RapReviews                 | [ 6 ]                      |

Von laut.de bekam das Album zwei von möglichen fünf Punkten. Der Rezensent Stefan Friedrich schreibt, Cypress Hill „klingen noch immer anders als der Rest der Hip-Hop-Welt, aber nicht automatisch auch gut.“ So sei die Hip-Hop-CD „lieblos gemacht und seicht“, wobei die Produktion hauptsächlich Streichersamples beinhalte und wenig Bässe. Die Rap-Rock-CD hingegen wirke „größtenteils wie Crossover vom Anfang der 90er.“ Lediglich die Songs (Rap) Superstar und Stank Ass Hoe werden positiv hervorgehoben.

## Kommerzieller Erfolg

### Chartplatzierungen und Singles
Skull & Bones stieg in der 19. Kalenderwoche des Jahres 2000 auf Platz 4 in die deutschen Charts ein, was bis heute die beste Platzierung für ein Cypress-Hill-Album in Deutschland bedeutet. In den folgenden Wochen belegte das Album die Positionen 6; 8 und 13. Insgesamt hielt es sich elf Wochen in den Top 100. In den deutschen Jahrescharts 2000 belegte der Tonträger Rang 96.
Als Singles wurden (Rap) Superstar, (Rock) Superstar, Highlife und Can’t Get the Best of Me ausgekoppelt.
| ChartsChartplatzierungen       | Höchstplatzierung | Wochen |
| ------------------------------ | ----------------- | ------ |
| Deutschland (GfK)              | 4 (11 Wo.)        | 11     |
| Österreich (Ö3)                | 5 (11 Wo.)        | 11     |
| Schweiz (IFPI)                 | 7 (16 Wo.)        | 16     |
| Vereinigte Staaten (Billboard) | 5 (26 Wo.)        | 26     |
| Vereinigtes Königreich (OCC)   | 6 (6 Wo.)         | 6      |

| ChartsJahrescharts (2000) | Platzierung |
| ------------------------- | ----------- |
| Deutschland (GfK)         | 96          |

### Auszeichnungen für Musikverkäufe
| Land/Region                  | Auszeichnungen für Musikverkäufe (Land/Region, Auszeichnung, Verkäufe) | Verkäufe |
| ---------------------------- | ---------------------------------------------------------------------- | -------- |
| Kanada (MC)                  | Platin                                                                 | 100.000  |
| Neuseeland (RMNZ)            | Platin                                                                 | 15.000   |
| Vereinigte Staaten (RIAA)    | Platin                                                                 | 500.000  |
| Vereinigtes Königreich (BPI) | Gold                                                                   | 100.000  |
| Insgesamt                    | 1× Gold · 3× Platin ·                                                  | 715.000  |